# Elektrownia wodna przepływowa

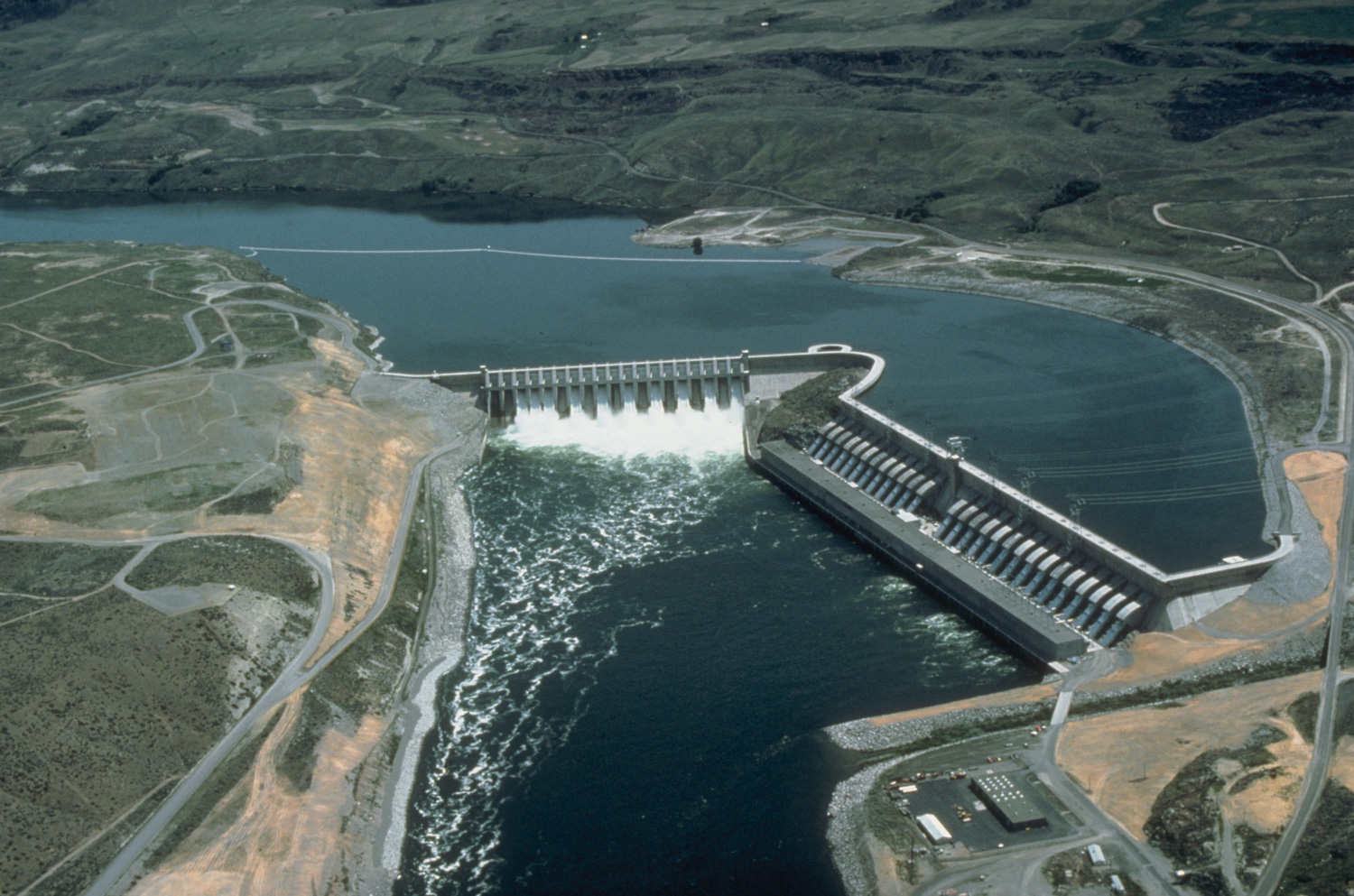
Elektrownia przepływowa Chief Joseph w USA

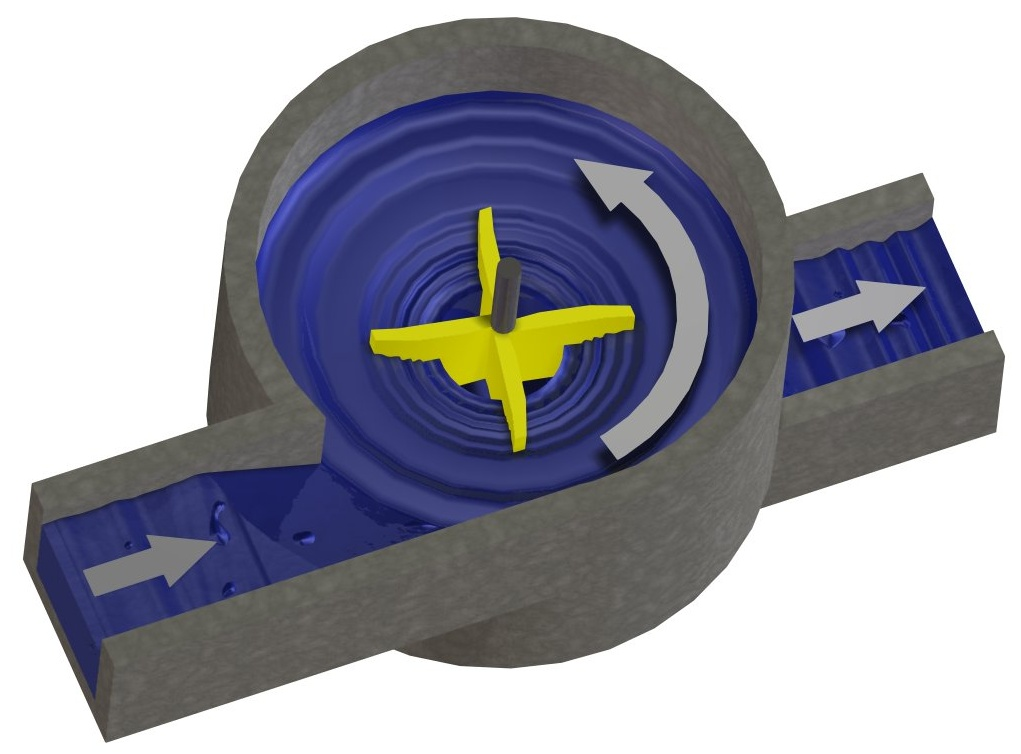
Przykładowa turbina w elektrowni przepływowej

Elektrownia wodna przepływowa – elektrownia wodna, w której wykorzystuje się dopływ naturalny chwilowy i która rozwija moc równoważną dopływowi w granicach swego przełyku.